# دیوید بل (ورزشکار)
دیوید بل (انگلیسی: David Bell؛ زادهٔ ۱۱ مارس ۱۹۵۵) ورزشکار هاکی روی چمن اهل استرالیا است.
وی در مسابقات کشوری و بین‌المللی در مجموع برندهٔ ۱ مدال نقره شده‌است.